# 里博库尔
里博库尔（法語：Ribeaucourt，法語發音：[ʁibokuʁ]）是法国上法蘭西大區索姆省的一个市镇，属于亚眠区。

## 地理
里博库尔（50°7'1"N, 2°7'8"E）面积5.42 平方千米，位于法国上法蘭西大區索姆省，该省份为法国北部沿海省份，北起加来海峡省和北部省，西接滨海塞纳省和大西洋英吉利海峡，南至瓦兹省，东临埃纳省。
与里博库尔接壤的市镇（或旧市镇、城区）包括：博梅斯、贝尔纳维尔、多马昂蓬蒂约、多梅蒙、弗朗克维尔、弗朗叙、朗什-圣伊莱尔。
里博库尔的时区为UTC+01:00、UTC+02:00（夏令时）。

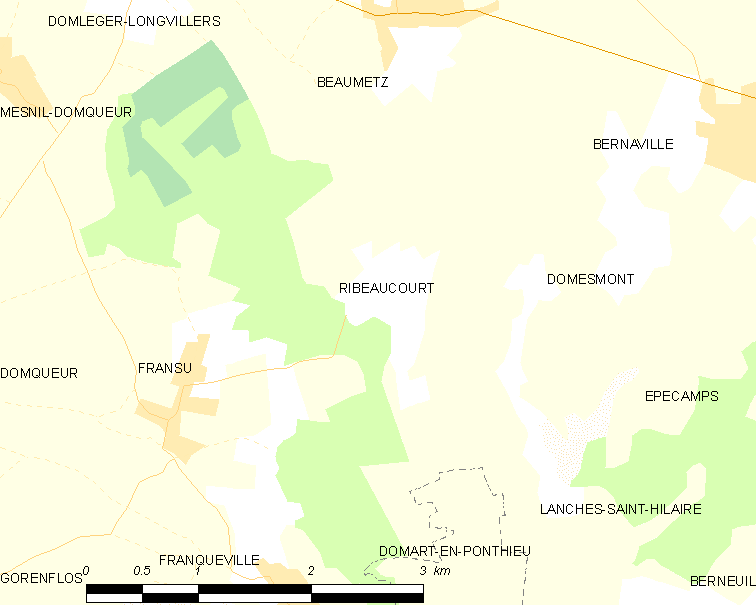
里博库尔的OSM定位图

## 行政
里博库尔的邮政编码为80620，INSEE市镇编码为80671。

## 政治
里博库尔所属的省级选区为弗利克斯库尔县。

## 人口

1962-2008年间里博库尔人口变化图示

里博库尔于2022年1月1日时的人口数量为226人。